# Фалмут (Англия)
Фалмут (англ. Falmouth, корнуол. Aberfal) — город-порт на юго-западе Великобритании, находится на южном побережье графства Корнуолл. 

## География
Фалмут находится на крайнем юго-западе Англии, на южном побережье графства Корнуолл, в округе Каррик (англ.). Численность населения Фалмута составляет 21 635 человек (на 2001 год). В настоящее время этот приморский город, с его пятью песчаными пляжами, является одним из излюбленных курортов в южной Англии. Климат в районе Фалмута, благодаря проходящему здесь тёплому океанскому течению Гольфстрим, мягкий, влажный, с растениями присущими в большей степени Средиземноморью, а не Атлантике. Порт Фалмута (англ.) знаменит также своей естественной гаванью, являющейся по величине третьей в мире и самой большой в Западной Европе.
Порт Фалмута является тем местом, откуда обычно стартуют парусные спортивные суда, отправляющиеся в кругосветное плаванье (Фрэнсис Чичестер, Эллен Макартур и другие).

## История
В 1540 году английский король Генрих VIII начал строить здесь замок Пенденнис (англ.), задачей которого была защита дороги на Каррик (англ.). В конце XVI столетия, ввиду угрозы со стороны Испанской армады, замок был дополнительно укреплён. В 1613 году сэром Джоном Киллибрю был основан город Фалмут. 
Во время Гражданской войны в Англии в XVII веке замок Пенденнис Кастл поддерживал короля; это была предпоследняя крепость в Англии, павшая под натиском парламентской армии. 
В годы Второй мировой войны порт Фалмута был базой для британских диверсионных отрядов, наносивших удары по немецкому флоту в портах оккупированной Франции.
В 2003 году в Фалмуте был открыт Национальный морской музей Корнуолла.

## Известные уроженцы
- Джозеф Файрер (1824–1907) – английский медик.

## Галерея

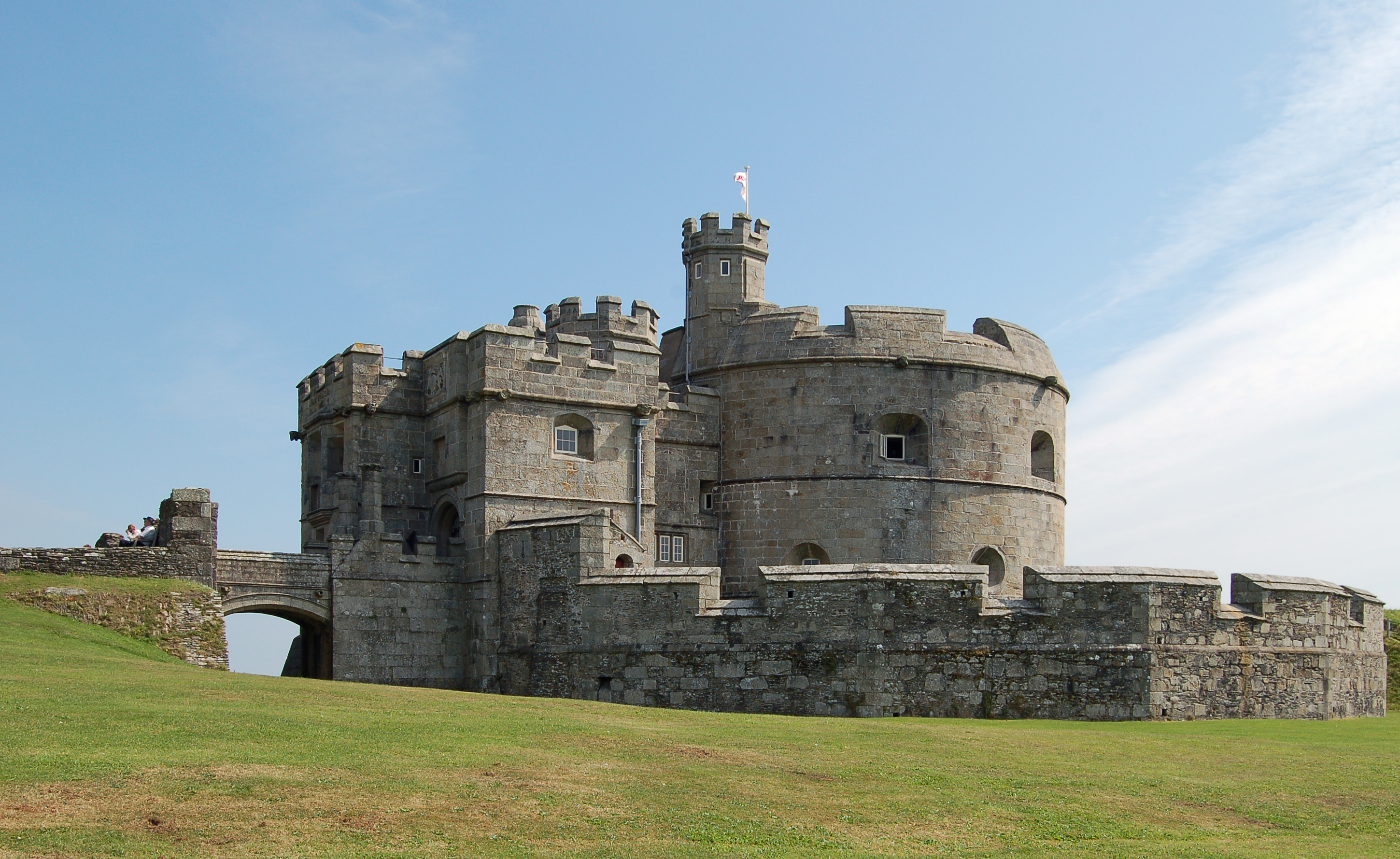
Замок Пенденнис
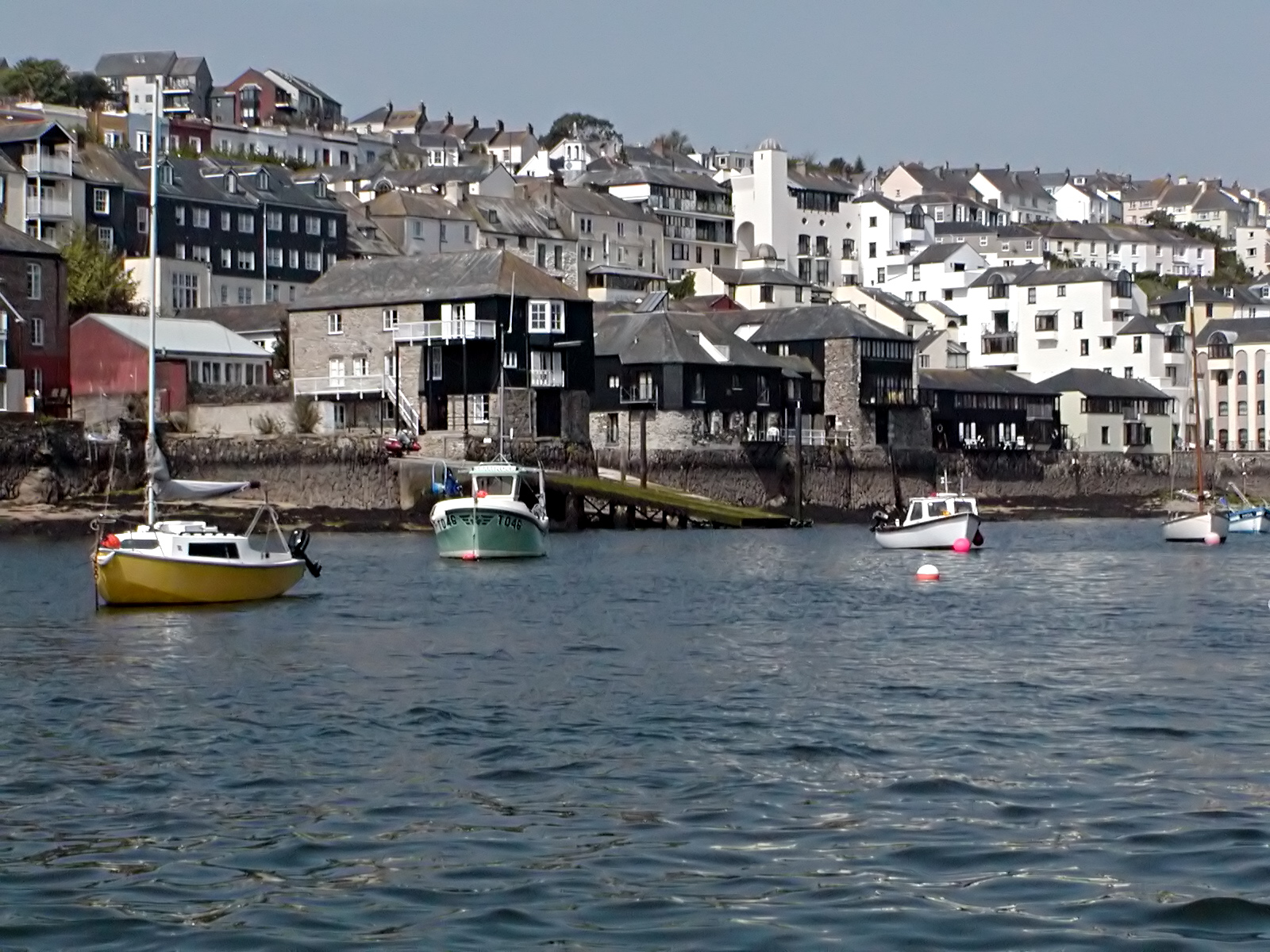
Фалмут. Вид с моря
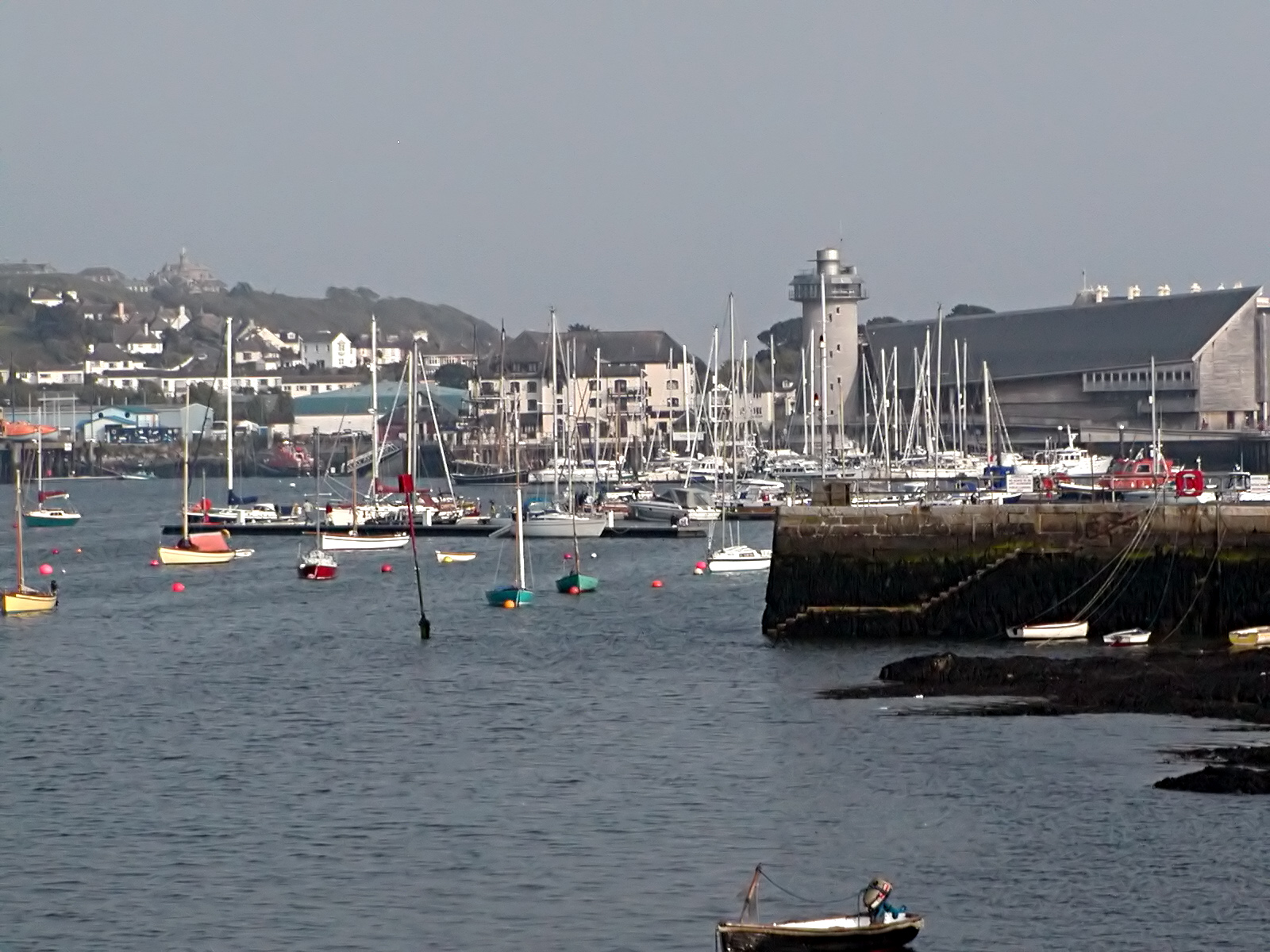
Фалмут. Вид на гавань и замок